# Street of Dreams (Guns N' Roses)
Street of Dreams è un singolo della band californiana Guns N' Roses, pubblicato il 13 febbraio 2009.

## La canzone
Street of Dreams è caratterizzata da un'introduzione di pianoforte (che ricorda certi passaggi di November Rain) e dalla prestazione vocale di Axl Rose.
Nonostante ciò, il singolo (la cui copertina raffigura una donna cinese che fuma una sigaretta) non è stato accompagnato né da video né da campagna promozionale, come l'album in cui è contenuto, Chinese Democracy.
Questa canzone è stata eseguita dal vivo per la prima volta il 1º gennaio 2001 nella House of Blues di Las Vegas, per poi essere riproposta durante le varie date del Chinese Democracy Tour. In tutti i concerti, Rose l'ha sempre presentata con il titolo di The Blues.
La canzone è stata suonata in live durante il tour estivo in Europa della band nel 2022